# Сергій Шляхтюк
Сергій Шляхтюк (*30 червня 1988) — український режисер та актор. Народився 30 червня 1988 Києві. Закінчив Національну академію керівних кадрів культури і мистецтв, за спеціальністю режисер постановник трюкового жанру.

## Біографія
Народився у Києві 30 червня 1988 року. Закінчив спеціалізовану школу № 254 зі срібною медаллю, за спеціальністю фізик-математик. У 2005 році поступив до КПІ на спеціальність Інженер проектувальник ракетоносіїв та літальних апаратів, звідки був відрахований на третій сесії. З 2008 року почалась його робота в кіно як каскадера, під керівництвом Володимира Строканя.
У 2014 році заснував разом з товаришем продакшн Panacea Pictures, пізніше він заснував продакшн SHL Production у 2018 році. З літа 2019 року займає посаду голови культурного відділу у громадянській організації «Український Альянс».
Зняв сімейну комедію «Мій дідусь — Дід Мороз», наразі працює над двома фільмами «Понад усе» та «Кохання без вагання».

## Фільмографія

### Режисер
Повнометражні фільми
- «Понад усе» (у розробці)
- «Кохання без вагання» (у розробці)
- «Мій дідусь — Дід Мороз» (2020)

Короткометражні фільми
- «The Coin» (2016)

Телебачення
- Т/с «Реальна містика» (2016)
- Т/с «Код Костянтина» (2015)

Кліпи
- Кліп «Anneli — Аквамарин» (2018)
- Кліп «Brandon Stone и Вахтанг Каландадзе — Брат» (2018)
- Кліп «PhaNtomX — Танцы» (2018)
- Кліп «PhaNtomX — Работай» (2017)
- Кліп «PhaNtomX — Чужая Другая» (2017)
- Кліп «Влад Сытник — Актриса» (2017)
- Кліп «My Ree — Мальви» (2017)
- Кліп «Chara — Stay with me» (2016)
- Кліп «Рената Штіфель — Ти мій рай» (2016)
- Кліп «LCA — Young & Wild (OST #SelfieParty)» (2016)
- Кліп «Рената Штіфель — Мама» (2016)
- Кліп «Selfie — Обійми» (2015) (Не випущений)
- Кліп «Влад Сытник — Утро без тебя» (2015)
- Кліп «Рената Штіфель — Музика серця» (2015)

### Продюсер
- Кліп «Anneli — Аквамарин» (2018)
- Кліп «Brandon Stone и Вахтанг — Брат» (2018)
- Кліп «PhaNtomX — Танцы» (2018)
- Кліп «PhaNtomX — Работай» (2017)
- Кліп «PhaNtomX — Чужая Другая» (2017)
- Кліп «Влад Сытник — Актриса» (2017)
- Кліп «My Ree — Мальви» (2017)
- Кліп «Chara — Stay with me» (2016)
- Кроткометражний фільм «The Coin» (2016)
- Кліп «Рената Штіфель — Ти мій рай» (2016)
- Кліп «LCA — Young & Wild (OST #SelfieParty)» (2016)
- Кліп «Рената Штіфель — Мама» (2016)
- Кліп «Selfie — Обійми» (2015)
- Кліп «Влад Сытник — Утро без тебя» (2015)
- Кліп «Рената Штіфель — Музика серця» (2015)

### Актор
- т/с «Вещдок. Особый случай», головна роль, слідчий Смірнов.
- т/с «Дві матері», другорядна роль, Жора.
- т/с «На качелях судьбы», другорядна роль, Паша. Реж. Валерій Ібрагімов.
- т/с «Письмо не туда», другорядна роль, Стас. Реж. Ігор Забара.
- «Троє», реж. Іван Кравчишин.
- Кроткометражний фільм «The Coin» (2016) — Jef
- «Selfieparty» (2016) — Пожежник.
- «Урсус» (2015) — Солдат.
- «Магнитский» (2014), реж. Андрій Маяковський — Іван.
- «Ломбард» (2013) — Міліціонер
- «Катарсис (фільм, 2008)» — Хуліган.

### Трюкова робота
- «Гіркі жнива» (2017) — Каскадер
- «Selfieparty» (2016) — Асистент постановника трюків
- «Урсус» (2015) — Асистент постановника трюків
- «Самотні серця» (2013) — Постановник трюків
- «Тіні незабутих предків» (2013) — Асистент постановника трюків
- «Креденс» (2013) — Постановник трюків